# Filmworks I: 1986–1990
Filmworks I: 1986–1990 je album Johna Zorna, poprvé vydané v prosinci 1991, jedná se o první část série Filmworks. V roce 1992 vyšlo album u Nonesuch Records a následně v roce 1997 u Tzadik Records. Na soundtracku jsou skladby, které Zorn složil pro filmy White and Lazy (1986), The Golden Boat (1990), The Good, The Bad and The Ugly (1987) a She Must Be Seeing Things (1986).

## Seznam skladeb
| White and Lazy (1986) - režisér: Rob Schwebber | White and Lazy (1986) - režisér: Rob Schwebber | White and Lazy (1986) - režisér: Rob Schwebber | White and Lazy (1986) - režisér: Rob Schwebber |
| Pořadí                                         | Název                                          | Autor                                          | Délka                                          |
| ---------------------------------------------- | ---------------------------------------------- | ---------------------------------------------- | ---------------------------------------------- |
| 1.                                             | Main Title                                     | Zorn                                           | 0:55                                           |
| 2.                                             | Homecoming                                     | Zorn                                           | 1:15                                           |
| 3.                                             | The Heist                                      | Zorn                                           | 3:20                                           |
| 4.                                             | Meat Dream                                     | Zorn                                           | 1:50                                           |
| 5.                                             | Phone Call                                     | Zorn                                           | 0:50                                           |
| 6.                                             | End Title                                      | Zorn                                           | 1:59                                           |

| The Golden Boat (1990) - režisér: Raul Ruiz | The Golden Boat (1990) - režisér: Raul Ruiz | The Golden Boat (1990) - režisér: Raul Ruiz | The Golden Boat (1990) - režisér: Raul Ruiz |
| Pořadí                                      | Název                                       | Autor                                       | Délka                                       |
| ------------------------------------------- | ------------------------------------------- | ------------------------------------------- | ------------------------------------------- |
| 7.                                          | Fanfare                                     | Zorn                                        | 0:30                                        |
| 8.                                          | Theme                                       | Zorn                                        | 2:59                                        |
| 9.                                          | Jazz 1                                      | Zorn                                        | 2:51                                        |
| 10.                                         | Horror Organ                                | Zorn                                        | 1:06                                        |
| 11.                                         | Mexico                                      | Zorn                                        | 1:56                                        |
| 12.                                         | Mood                                        | Zorn                                        | 3:17                                        |
| 13.                                         | Rockabilly                                  | Zorn                                        | 2:01                                        |
| 14.                                         | Slow                                        | Zorn                                        | 2:47                                        |
| 15.                                         | Jazz Oboes                                  | Zorn                                        | 2:33                                        |
| 16.                                         | The Golden Boat (Turntable Mix)             | Zorn                                        | 2:58                                        |
| 17.                                         | End Titles                                  | Zorn                                        | 2:53                                        |

| The Good, The Bad and The Ugly (1987) | The Good, The Bad and The Ugly (1987) | The Good, The Bad and The Ugly (1987) | The Good, The Bad and The Ugly (1987) |
| Pořadí                                | Název                                 | Autor                                 | Délka                                 |
| ------------------------------------- | ------------------------------------- | ------------------------------------- | ------------------------------------- |
| 18.                                   | The Good, The Bad and The Ugly        | Morricone                             | 1:04                                  |

| She Must Be Seeing Things (1986) - režisér: Sheila McLaughlin | She Must Be Seeing Things (1986) - režisér: Sheila McLaughlin | She Must Be Seeing Things (1986) - režisér: Sheila McLaughlin | She Must Be Seeing Things (1986) - režisér: Sheila McLaughlin |
| Pořadí                                                        | Název                                                         | Autor                                                         | Délka                                                         |
| ------------------------------------------------------------- | ------------------------------------------------------------- | ------------------------------------------------------------- | ------------------------------------------------------------- |
| 19.                                                           | Main Title                                                    | Zorn                                                          | 1:04                                                          |
| 20.                                                           | Swirling Shot                                                 | Zorn                                                          | 1:20                                                          |
| 21.                                                           | Homecoming                                                    | Zorn                                                          | 3:22                                                          |
| 22.                                                           | Catalina Flash                                                | Zorn                                                          | 0:28                                                          |
| 23.                                                           | Seduction                                                     | Zorn                                                          | 4:54                                                          |
| 24.                                                           | Sex Shop Boogaloo                                             | Zorn                                                          | 2:47                                                          |
| 25.                                                           | Catalina Escapes                                              | Zorn                                                          | 1:11                                                          |
| 26.                                                           | Worms                                                         | Zorn                                                          | 1:04                                                          |
| 27.                                                           | Death Waltz Fantasy                                           | Zorn                                                          | 1:24                                                          |
| 28.                                                           | Following Sequence                                            | Zorn                                                          | 3:03                                                          |
| 29.                                                           | Movie Set                                                     | Zorn                                                          | 1:20                                                          |
| 30.                                                           | Climax                                                        | Zorn                                                          | 2:55                                                          |
| 31.                                                           | Going to Dinner                                               | Zorn                                                          | 2:38                                                          |
| 32.                                                           | End Titles                                                    | Zorn                                                          | 3:27                                                          |

## Sestava
White and Lazy (1986)
- Robert Quine – kytara
- Arto Lindsay – kytara, zpěv
- Melvin Gibbs – baskytara
- Anton Fier – bicí
- Carol Emanuel – harfa
- David Weinstein – klávesy
- Ned Rothenberg – basklarinet

The Golden Boat (1990)
- Vicki Bodner – hoboj
- John Zorn – altsaxofon
- Robert Quine – kytara
- Anthony Coleman – klávesy
- Carol Emanuel – harfa
- David Shae – gramofon, zpěv
- Mark Dresser – baskytara
- Ciro Baptista – brazilské perkuse
- Robert Previte – bicí, marimba

The Good, The Bad and The Ugly (1987)
- Robert Quine – kytara
- Bill Frisell – kytara
- Fred Frith – baskytara
- Wayne Horvitz – Hammondovy varhany
- David Weinstein – klávesy
- Carol Emanuel – harfa
- Robert Previte – bicí, perkuse, zpěv

She Must Be Seeing Things (1986)
- Shelley Hirsch – zpěv
- John Zorn – altsaxofon
- Marty Ehrlich – tenorsaxofon, klarinet
- Tom Varner – francouzský roh
- Jim Staley – pozoun
- Bill Frisell – kytara
- Carol Emanuel – harfa
- Anthony Coleman – piáno, varhany, celesta, cembalo
- Wayne Horvitz – Hammondovy varhany, piáno, DX7
- David Weinstein – klávesy CZ101
- David Hofstra – baskytara
- Nana Vasconcelos – brazilské perkuse
- Robert Previte – bicí, perkuse, vibrafon, tympány, orchestrální zvony